# 吕应问
吕应问，宋朝政治人物。
吕应问曾于1131年接替许知微任华亭县知县一职，1133年由孙公绂接任。